# Sebastian (película de 2024)
Sebastian es una película dramática de coproducción internacional de 2024 escrita y dirigida por Mikko Mäkelä.

## Sinopsis
Max, un joven aspirante a escritor de Londres, comienza a vivir una doble vida como trabajador sexual para investigar su novela debut.

## Reparto
El reparto está compuesto por:
- Ruaridh Mollica como Max Williamson
- Hiftu Quasem como Amna
- Ingvar Sigurdsson como Daniel
- Jonathan Hyde como Nicholas
- Lara Rossi como Claudia
- Leanne Best como Dionne
- David Nellist como Peter
- Pedro Minas como Oliver
- Fleur Keith como Joan
- Dylan Brady como Joel
- Akbar Kurtha como Samir
- Marcus Macleod como Stuart

## Producción
Escrita y dirigida por Mäkelä como su segundo largometraje, Sebastian fue producida por James Watson para su compañía Bêtes Sauvages, coproducida por Helsinki-filmi y Lemming Film België, y contó con la producción ejecutiva de Ciara Barry y Rosie Crerar. La película recibió el apoyo del BFI y Screen Scotland, así como de la Fundación de Cine Finlandés, el Fondo de Cine de Impacto Finlandés, Great Point Media, BNP Paribas Film Finance y el Refugio Fiscal Belga.
El rodaje tuvo lugar en Londres, Glasgow y Bruselas, y la postproducción en Londres, Amberes y Helsinki.

### Lanzamiento
En diciembre de 2023, se anunció que la película se estrenaría en enero en el Festival de Cine de Sundance de 2024, en la Competencia Mundial de Cine Dramático. LevelK adquirió los derechos internacionales de la película antes de su estreno en Sundance. En febrero de 2024, Kino Lorber adquirió la película para Norteamérica.
En junio de 2024 se presentó tanto en el Festival Internacional de Cine en Guadalajara y el Frameline Film Festival de San Francisco. El primer tráiler se estrenó a finales de junio de 2024. El 2 de agosto de 2024, la película se estrenó en cines estadounidenses seleccionados.

## Recepción

### Crítica
En el sitio web de reseñas Rotten Tomatoes, la película tiene un índice de aprobación de 71% basado en 49 reseñas, con una calificación promedio de 6.9/10. En Metacritic, que asigna una puntuación promedio ponderada, la película obtuvo una calificación de 53 sobre 100, basada en cinco críticos, lo que indica reseñas «mixtas o regulares».

### Premios
En los Premios Jussi de 2024 de Finlandia, Sebastian recibió nueve nominaciones, incluyendo Mejor Película, Mejor Director, Mejor Actuación Principal, Mejor Actuación de Reparto y Mejor Guion. Sebastian también empató con Stormskerry Maja por la mayor cantidad de nominaciones ese año. Mollica también fue nominado a los Premios del Cine Independiente Británico por mejor actuación.